# Stattkus-Verzeichnis
Le catalogue SV (pour Stattkus-Verzeichnis) est le catalogue des œuvres du compositeur baroque Claudio Monteverdi, mis au point en 1985 par le musicologue allemand Manfred H. Stattkus. Une nouvelle édition est parue en ligne en 2006.